# Matt Chapman
Matt James Chapman (Victorville, California, 28 de abril de 1993), más conocido como Matt Chapman, es un jugador profesional estadounidense de béisbol que se desempeña en la posición de tercera base en San Francisco Giants, equipo de las Grandes Ligas de Béisbol (MLB). Logró obtener cinco Guantes de Oro.

## Carrera
Chapman jugó como profesional cinco temporadas en Oakland Athletics (2017-2021), después pasó a Toronto Blue Jays (2022-2023), luego a San Francisco Giants, donde lleva jugando una temporada.

## Premios
Fue galardonado con el Guante de Oro en cinco oportunidades (2018, 2019, 2021, 2023 y 2024).